# Hŭich’ŏn-Stausee
Der Hŭich’ŏn-Stausee ist ein Projekt bei Hŭich’ŏn in Nordkorea, mit dem der Fluss Ch’ŏngch’ŏn aufgestaut wird. Mit dem Bau des Staudamms wurde im März 2009 auf Anweisung von Kim Jong-il begonnen. Er wurde im April 2012 fertiggestellt. Das damit verbundene Wasserkraftwerk besitzt eine maximale Leistung von 300 Megawatt. Es soll zur Stromversorgung von Pjöngjang, 175 km südöstlich gelegen, beitragen.